# Kecamatan Kademangan (distrikt i Indonesien, lat -7,78, long 113,19)
Kecamatan Kademangan är ett distrikt i Indonesien.   Det ligger i provinsen Jawa Timur, i den västra delen av landet, 700 km öster om huvudstaden Jakarta.